# Nokuthula Ledwaba
Nokuthula Ledwaba, född 1983, är en sydafrikansk skådespelare.
Ledwaba har bland annat medverkat i TV-serierna Rötter från 2016 och Reyka – brottsprofilerare från 2021. Hon har även medverkat i filmen Mary and Martha från 2013.

## Filmografi (i urval)
- 2013 – Mary and Martha
- 2016 – Rötter (TV-serie)
- 2021 – Reyka – brottsprofilerare (TV-serie)